# Veit (Heiliger)

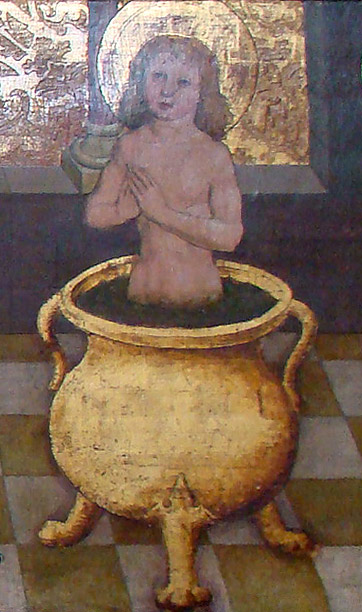
Das Martyrium des hl. Veit im Kessel mit siedendem Öl, Darstellung vom Veitsaltar (1514/17) der Veitskirche in Flein

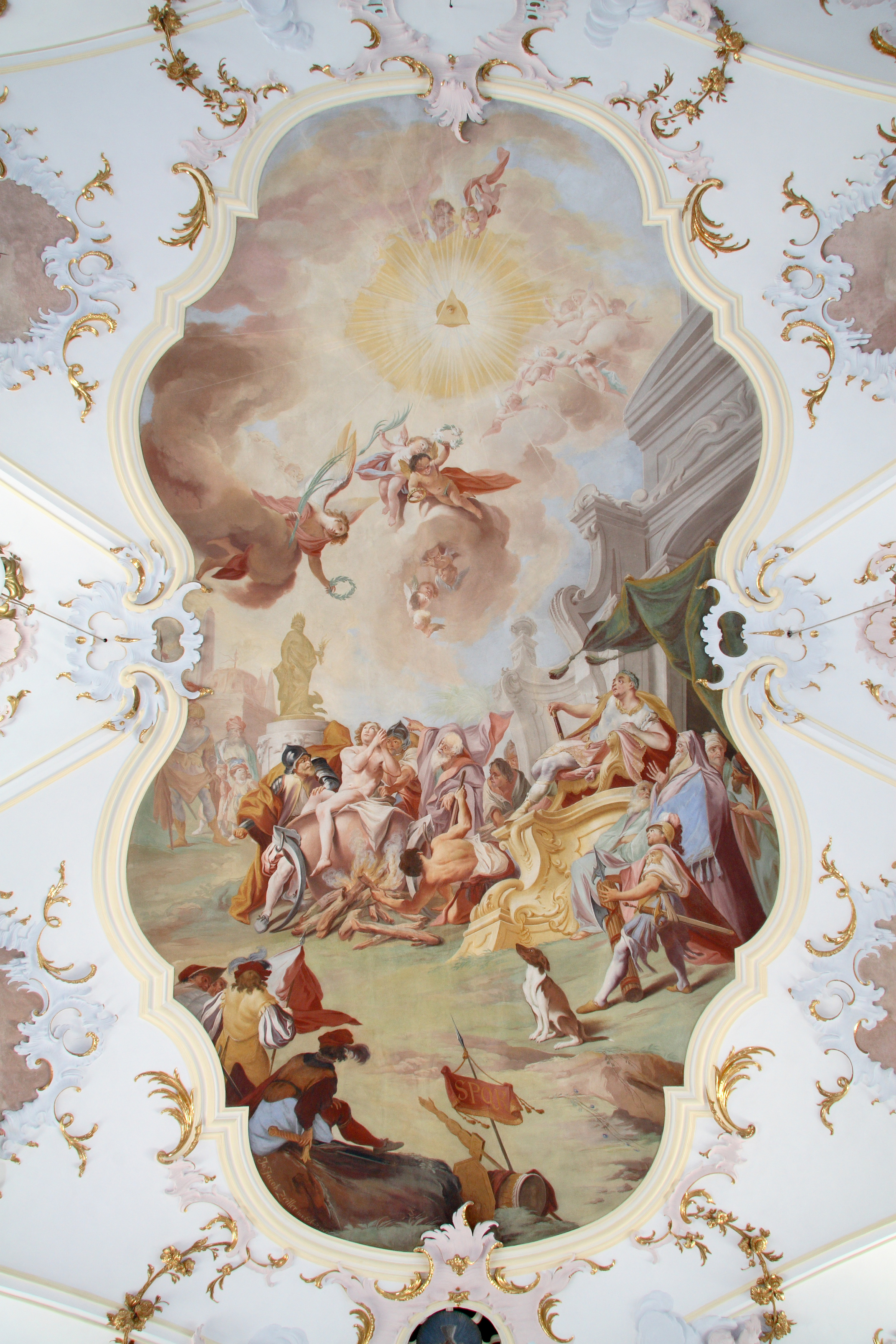
Darstellung der Vituslegende auf dem Deckenfresko der Pfarrkirche St. Vitus in Iffeldorf

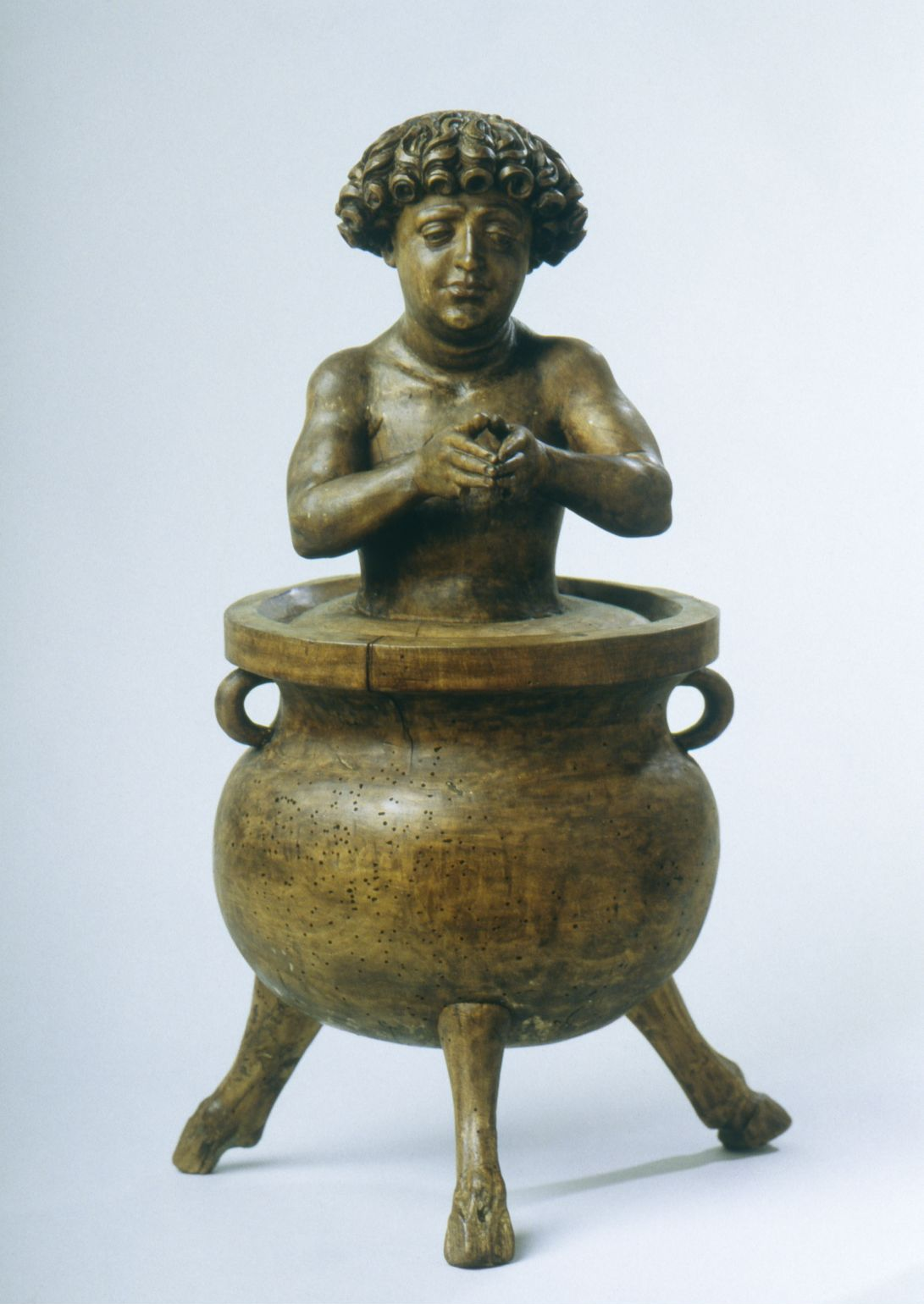
Skulptur des hl. Veit im Ölkessel, Veit Stoß, Lindenholz, um 1520, Germanisches Nationalmuseum in Nürnberg

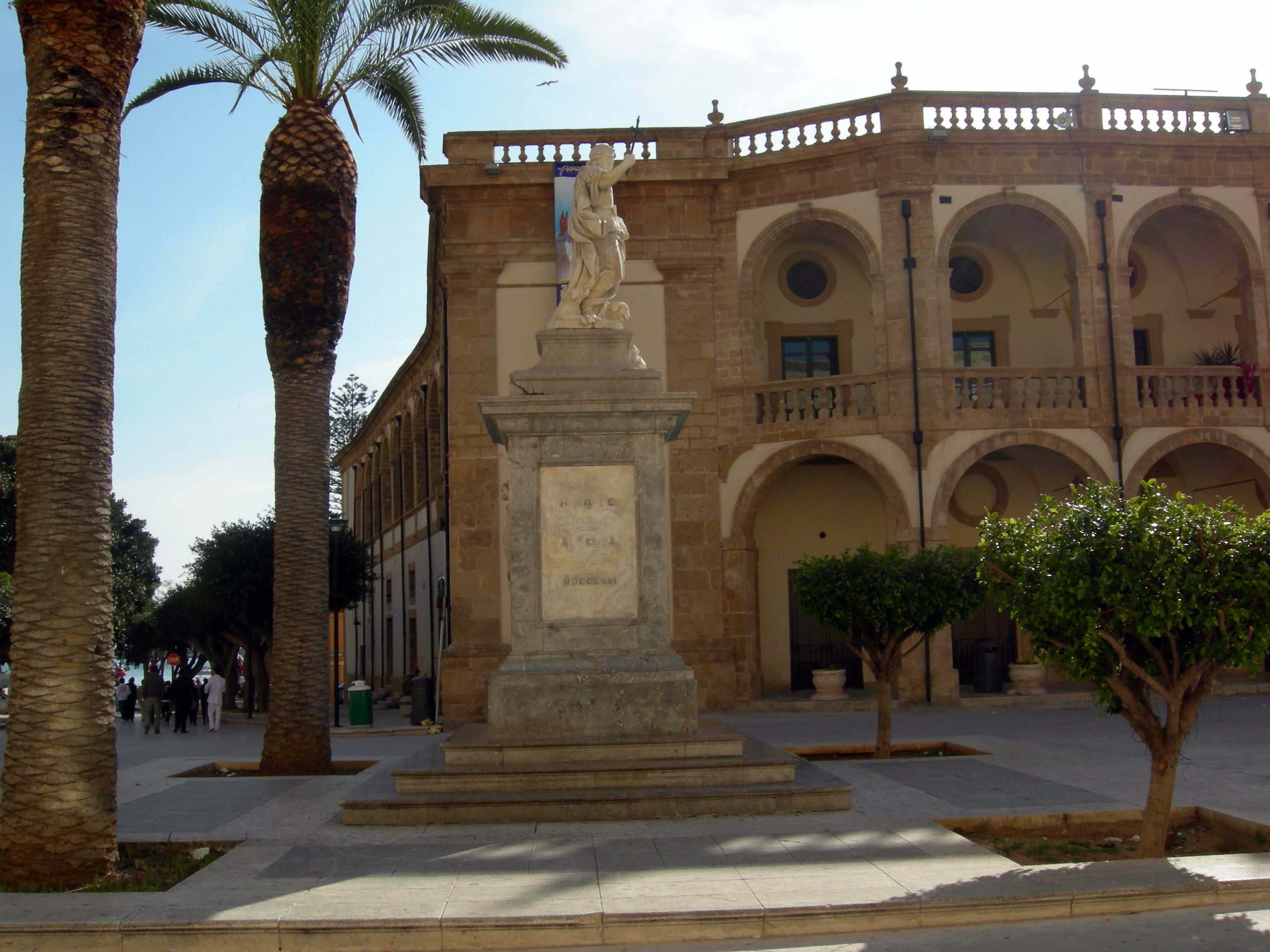
Statue des San Vito in seinem Geburtsort Mazara del Vallo

Veit oder auch lateinisch Vitus (* in Mazara auf Sizilien; † um 304 in Lukanien, Süditalien) soll als Märtyrer unter Diokletian gestorben sein. Er wird in der römisch-katholischen Kirche als Heiliger verehrt und wird zu den Vierzehn Nothelfern gezählt.

## Legende
Der Legende nach gaben Veits Eltern ihn zur Erziehung schon als kleines Kind zur Amme Crescentia und deren Mann Modestus, die ihn im christlichen Glauben unterrichteten. Als sein Vater davon erfuhr, wollte er seinen Sohn vom Glauben abbringen und später umbringen. Veit aber blieb standhaft und Crescentia und Modestus flohen mit ihm nach Lukanien, wo ihnen ein Adler Brot gebracht und Veit allerlei Wunder bewirkt haben soll.
Als Kaiser Diokletian von dem Jungen hörte, holte er ihn nach Rom, weil dieser seinen Sohn, der von einem bösen Geist befallen war, heilen sollte. Obwohl Veit dies gelang, sollte er seinen Glauben aufgeben und den heidnischen Göttern opfern. Als Veit sich wieder weigerte, wurde er vor die Löwen geworfen, damit diese ihn zerfetzten. Die Löwen aber legten sich vor ihm nieder, leckten seine Füße und taten ihm nichts. Schließlich wurde Veit zusammen mit Modestus und Crescentia in siedendes Öl geworfen. Engel retteten sie daraus und brachten sie zurück nach Lukanien, wo sie starben. Adler bewachten ihre Körper, bis die Witwe Florentia sie fand und begrub.

## Verehrung und Reliquien
756 kamen die Reliquien des heiligen Veit in die Basilika Saint-Denis bei Paris, von dort 836 als Geschenk in das erste Benediktinerkloster Sachsens, die später gefürstete Reichsabtei Corvey an der Weser (gegründet 822), deren Patron Vitus noch heute ist. Über Corveyer Benediktinermissionare (z. B. Hl. Ansgar) gelangten Vitusverehrung und die Reliquien des hl. Vitus weiter nach Norden und Osten. So wurde 1355 sein Haupt nach Prag überführt, um dort im Veitsdom, der ihm zu Ehren durch König Karl IV. erbaut worden war, aufbewahrt zu werden.
Der hl. Veit ist der Schutzpatron der Lahmen und Blinden, der Schmiede, Küfer, Gastwirte, Bierbrauer, Schauspieler, Apotheker, der Jugend und der Haustiere (Geflügel). Er wird angerufen, um Epilepsie (Veitstanz), Tollwut und Schlangenbisse zu heilen und bei Blitz und Ungewitter, zur Zeit von Aussaat und Ernte zu helfen.
Bei den Slawen ist Sankt Veit zudem der Schwammerlpatron (Pilzpatron), dem gute Kobolde zur Seite stehen, die die Pilze gut wachsen lassen. Er ersetzte im Zuge der Christianisierung den Gott Svantevit, der, als Feldbeschützer verehrt, ein weißes Pferd ritt und ein Füllhorn trug. Aus dem schäumenden Geifer seines Pferdes entstanden die Pilze. Im Corveyer Land wurde Vitus als Lostag für das Wachstum der Pilze angesehen („Wenn es an Vitus regnet, dann regnet es Pilze“). Das späte Versiegen einer bestimmten Karstquelle dort erst nach Vitus galt als gutes Zeichen für einen trockenen, aber segensreichen Sommer.
Bei der im Mittelalter immer wieder auftretenden Fallsucht, wie auch der Tanzwut, wurde er angerufen. Bei dieser „psychischen Epidemie“ (auch Veitstanz) hatten die Menschen das Bedürfnis, einen Reigen zu bilden und zu tanzen, bis die totale Erschöpfung eintrat.
Besondere Verehrung kommt dem hl. Vitus im Erzbistum Paderborn, dem Einzugsbereich der Reichsabtei Corvey mit den Reliquien des Heiligen, zu. In Willebadessen findet jährlich am Sonntag nach dem Festtag des Heiligen am 15. Juni unter großer Beteiligung die Vitusprozession statt. Die Pfarrkirche in Willebadessen trägt das Patrozinium des heiligen Vitus, ebenfalls die Kirchen in  Alhausen (Stadt Bad Driburg), Bühne (Stadt Borgentreich) und mehrere Kirchen und Kapellen im Sauerland. Im Bistum Aachen ist das Mönchengladbacher Münster dem Heiligen Vitus geweiht und Vitus spielt auch sonst im Bewusstsein der Stadt eine große Rolle (Vitusstraße, Vitus-Center usw.). 

### Patrozinien
Der hl. Veit ist Schutzpatron bzw. namensbildend für folgende Städte:
Belgien
- Sankt Vith in der Provinz Lüttich

Deutschland

Wappen von Amerdingen, dort Vituskirche

St. Veit, eine Darstellung von 1672 in Eichstätt

Wappen von Veitsbronn

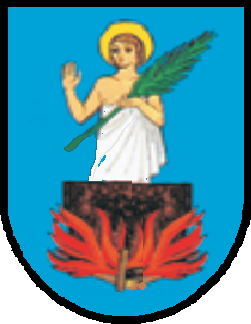
Wappen des Wiener Stadtteils St. Veit

Wappen von San Vito Romano

- Neumarkt-Sankt Veit im Landkreis Mühldorf am Inn in Bayern
- Sankt Veit, im Landkreis Weißenburg-Gunzenhausen, Mittelfranken
- Veitriedhausen, im Landkreis Dillingen an der Donau in Schwaben
- Veitsaurach, im Landkreis Ansbach in Mittelfranken
- Veitsbronn, im Landkreis Fürth in Mittelfranken
- Veitshöchheim im Landkreis Würzburg in Unterfranken
- Veitlahm im Markt Mainleus, Landkreis Kulmbach in Oberfranken (erbaut 1597–1616)[2]
- Veitsteinbach im Landkreis Fulda in Osthessen
- Vitusstadt Mönchengladbach in Nordrhein-Westfalen[3]
- St. Vit (Rheda-Wiedenbrück) in Nordrhein-Westfalen
- St. Vitus (Unteriglbach / Ortenburg) in Bayern
- Willebadessen im Kreis Höxter in Nordrhein-Westfalen
- Oedt im Kreis Viersen in Nordrhein-Westfalen

Frankreich
- Saint-Vit in der Franche-Comté

Italien
- Bagnolo San Vito in der Lombardei
- Celle di San Vito in Apulien
- San Vito al Tagliamento in Friaul-Julisch Venetien
- San Vito al Torre in Friaul-Julisch Venetien
- San Vito Chietino in den Abruzzen
- San Vito dei Normanni in Apulien
- San Vito di Cadore in Venetien
- San Vito di Fagagna in Friaul-Julisch Venetien
- San Vito di Leguzzano in Venetien
- San Vito Lo Capo in Sizilien
- San Vito Romano in Latium
- San Vito sullo Ionio in Kalabrien

Kroatien
- Rijeka (ehemals St. Veit am Flaum)

Österreich
- Klein St. Veit (Gemeinde Feldkirchen in Kärnten)
- Sankt Veit am Vogau in der Steiermark
- Sankt Veit an der Glan in Kärnten
- St. Veit an der Gölsen in Niederösterreich
- St. Veit an der Triesting in Niederösterreich
- St. Veit im Innkreis in Oberösterreich
- St. Veit im Mühlkreis in Oberösterreich
- Sankt Veit im Pongau im Bundesland Salzburg
- St. Veit in Defereggen in Osttirol
- Sankt Veit in der Gegend in der Steiermark
- Sankt Veit ob Graz in der Steiermark
- St. Veiter Vorstadt in Klagenfurt, Kärnten
- Unter und Ober Sankt Veit, Ortsteile im 13. Wiener Gemeindebezirk Hietzing

Slowenien
- Videm (deutsch: Sankt Veit) in der Untersteiermark

Ungarn
- St. Veit im Komitat Vas

## Gedenktag
Der Veitstag am 15. Juni galt als Gedenktag des hl. Veit im Mittelalter auch als Anfang des Mittsommers („Hier mag die Sunn nit höher!“, „Nach St. Veit wendet sich die Zeit.“). Der Tag dieses Heiligen hat außerdem eine besondere Bedeutung für die Serben (→ Vidovdan).

## Rezeption

### In der Kunst
- Eine Darstellung des Heiligen in der Bildenden Kunst ist etwa die Holzskulptur Heiliger Vitus im Kessel des Zeppelin Museums. Ein nicht namentlich bekannter Künstler des 15. Jahrhunderts erhielt den Notnamen Meister der Veitslegende.[4]
- Eine Darstellung des Heiligen führen in ihrem jeweiligen Ortswappen neben vielen der nach ihm benannten auch die Gemeinden Flein und Tüttleben. In der 4. Strophe des Frankenliedes wird der „heil’ge Veit von Staffelstein“ besungen.[5]

### In der Musik
- Die britische Hardrockband Black Sabbath veröffentlichte in ihrer psychedelischen Phase ein Lied mit dem Titel St. Vitus Dance (auf ihrem Album Vol. 4). Während der Titel offenkundig den Veitstanz anspricht, handelt der Liedtext von etwas völlig anderem, einer Beziehungskrise.
- Die deutsche Folk-Rock-Band Subway to Sally behandelte den Veitstanz in ihrem gleichnamigen Lied aus dem Album Herzblut (2001), in dessen Refrain heißt es: „Alles dreht sich um mich her / Die Welt versinkt im Farbenmeer.“
- Der britische Rocksänger Peter Gabriel widmete auf seinem 1977 erschienenen Debütalbum[6] das Stück Moribund the Burgermeister[7] dem Veitstanz.
- Die englische Band Florence + the Machine wurde für ihr 2022 erschienenes fünftes Album Dance Fever vom Tanzwut-Phänomen inspiriert.
- Die deutsche Band Tanzwut benannte sich nach dem Phänomen.
- Die US-amerikanische Doom-Metal-Band Saint Vitus benannte sich nach dem heiligen Veit in Anlehnung an den Titel von Black Sabbath.